# Parc de la Trinitat
Parc de la Trinitat är en park i Spanien.   Den ligger i provinsen Província de Barcelona och regionen Katalonien, i den östra delen av landet, 500 km öster om huvudstaden Madrid. Parc de la Trinitat ligger 25 meter över havet.
Terrängen runt Parc de la Trinitat är varierad. Havet är nära Parc de la Trinitat åt sydost.  Närmaste större samhälle är Barcelona, 7,4 km söder om Parc de la Trinitat. 